# Koninklijk Atheneum Koekelberg
Het Koninklijk Atheneum Koekelberg is een Nederlandstalige school van het gemeenschapsonderwijs in het Brussels Hoofdstedelijk Gewest, nabij de basiliek van Koekelberg.
Zowel peutertuin, kleuter-, basis- als middelbare school wordt er aangeboden. De basisschool en het atheneum/gymnasium zijn beide een Unescoschool.
Aanvankelijk gaan Franstaligen en Nederlandstaligen naar hetzelfde rijksonderwijs in het in 1932 geopende Atheneum van Koekelberg. Het schoolgebouw aan de Sint-Agatha-Berchemlaan in art deco stijl was van architect Henri Jacobs. Uitbreiding volgt met een aansluitend gebouw uitgevend op de achterliggende Omer Lepreuxstraat. Onder meer Toots Thielemans en Burt Blanca volgen er les. Het nieuwe schoolgebouw voor de Nederlandstalige instelling wordt vijfhonderd meter verder van de basiliek van Koekelberg gebouwd in de jaren '60. Het ligt in het groen in de driehoek van de Kleine Berchemstraat, de Kasteellaan en de Basilieklaan en wordt rond 2011 vernieuwd middels een publiek-private samenwerking. Het Nederlandstalig atheneum telt circa 1200 leerlingen. Het Athénée Royal de Koekelberg is nog steeds gehuisvest in de Sint-Agatha-Berchemlaan en de Omer Lepreuxstraat.